# Nāḩiyat Ḩarastā
Nāḩiyat Ḩarastā (arabiska: ناحية حرستا) är ett subdistrikt i Syrien.   Det ligger i provinsen Rif Dimashq, i den sydvästra delen av landet, 10 km nordost om huvudstaden Damaskus.
Trakten runt Nāḩiyat Ḩarastā består till största delen av jordbruksmark. Runt Nāḩiyat Ḩarastā är det ganska tätbefolkat, med 75 invånare per kvadratkilometer.